# Bizanet
Bizanet (en occitano Bisanet) es una localidad  y comuna francesa, situada en la región de Languedoc-Rosellón, departamento de Aude, en el distrito de Narbona y cantón de Narbonne-Ouest.
A sus habitantes se les conoce por el gentilicio Bizanetois.

## Demografía
| 1245 | 1169 | 1009 | 1013 | 1039 | 1082 |
| Para los censos de 1962 a 1999 la población legal corresponde a la población sin duplicidades (Fuente: INSEE [Consultar]) |      |      |      |      |      |